# Radó Gyula (rendező)
Radó Gyula (Budapest, 1934. június 25. –) Balázs Béla-díjas rendező.

## Élete
Szülei: Radó Attila és Búza Kiss Margit (1904–1989). 1959-ben Schrem Rezsővel és Ábrahám Jánossal megalapította a kecskeméti filmstúdiót, amely az első vidéki professzionista stúdió volt. 1964-től Budapesten a Magyar Televízió munkatársa. 1968–1972 között a Színház- és Filmművészeti Főiskola hallgatója volt film- és televíziórendező szakon. 1973-tól készít tévéjátékokat és tévéfilmeket. Kezdetektől támogatta a hazai regionális televíziózást, így az MTV Pécsi és Szegedi Körzeti Stúdiójában is számos alkalommal vállalt rendezői megbízatásokat. 1993–2008 között a Komédium Színház művészeti igazgatója volt. 2004-től a Tv-s Művészek Társaságának titkára.
Több mint háromszáz dokumentumfilmje, huszonöt tévéfilmje és tévéjátéka mellett ő rendezte az első Holdra szállás teljes magyarországi műsorát, valamint Farkas Bertalan űrrepülésének közvetítését. Portréfilmet készített (többek között) Dmitrij Sosztakovicsról, Pablo Casalsról, Romain Garyről, Graham Greene-ről, Nino Manfrediről.

## Magánélete
1961-ben házasságot kötött Vadas Zsuzsa íróval, újságíróval.

## Színházi rendezései
A Színházi Adattárban regisztrált bemutatóinak száma: 8.
- Kocsis István: Bolyai János estéje (1976)
- Szakonyi Károly: Mennyei kávéház (1989)
- Kocsis István: Vincent van Gogh (1993)
- Böszörményi-Mészöly: Kucó (1997)
- Földes Mária: A séta (2003)
- Allen: Nizsinszkij utolsó tánca (2006)
- Ecséri-Heyman: A piros bicikli (2007)
- Erdélyi Z. Ágnes: Levelek Palesztinából (2008)

## Filmjei
- Francia tanya (1972)
- 25 éves a Déryné Színház (1976)
- A vonatok reggel indulnak (1976)
- „Akik kimaradtak a szereposztásból” (dokumentumfilm; színészportrék) (1977)
- A korona aranyból van (1979)
- „Én soha nem akartam színész lenni…” (portréfilm Szirtes Ádámról) (1980)
- Belváros holtponton (1981, MTV Pécsi Körzeti Stúdió)[4]
- A bíró (1981)
- Istenek és szerelmesek (1981)
- Újjászülető belváros (1984, MTV Pécsi Körzeti Stúdió)[4]
- Musztánglegenda (1984)
- Máz (1986)
- Aranyóra (1987)
- Mégis főként Pannóniára tekints! (1987, MTV Pécsi Körzeti Stúdió)[4]
- Halállista (1989)
- Metamorfózis (1996, MTV Pécsi Körzeti Stúdió)[5]
- Fény-kép (2004)
- Rézbánya Borban (2006)
- A Kasztner-vonat (2006)

## Díjai
- Capek-díj (1990)
- Balázs Béla-díj (1996)
- Lőw Immánuel-emlékplakett (2006)